# Martin Stratmann
Martin Stratmann (* 20. April 1954 in Essen) ist ein deutscher Elektrochemiker und Materialwissenschaftler; von Juni 2014 bis Juni 2023 war er Präsident der Max-Planck-Gesellschaft (MPG). Zuvor leitete Stratmann seit 2000 als Wissenschaftliches Mitglied der MPG und Direktor am Max-Planck-Institut für Eisenforschung (Düsseldorf) die Abteilung „Grenzflächenchemie und Oberflächentechnik“. Seit 2008 war er Vizepräsident der Max-Planck-Gesellschaft. Der Wissenschaftsjournalist Jan Martin Wiarda bezeichnete Stratmann als „scheinbar unscheinbare(n) Präsident(en)“.

## Beruflicher Werdegang
Nach seinem 1973 mit Auszeichnung bestandenen Abitur am neusprachlichen Gymnasium in Traben-Trarbach (Rheinland-Pfalz) begann Stratmann im Anschluss an den Wehrdienst 1974 ein Chemie-Studium an der Ruhr-Universität Bochum. Gefördert wurde er durch ein Stipendium der Studienstiftung des Deutschen Volkes. Sein Diplom schloss er 1979 mit einer Diplomarbeit am Lehrstuhl für Physikalische Chemie I mit dem Titel: „NMR-Untersuchungen der Diffusion von Anionen und Kationen in SrCl2“ ab. Er promovierte 1982 am Max-Planck-Institut für Eisenforschung über elektrochemische Untersuchungen zu Phasenumwandlungen in Rostschichten. Zwischen 1983 und 1984 forschte Stratmann an der Case Western Reserve University in Cleveland (USA) als Stipendiat der Max-Planck-Gesellschaft. Zurück am MPI für Eisenforschung war er als wissenschaftlicher Mitarbeiter bis 1987 in der Arbeitsgruppe für Korrosionsforschung beschäftigt, bis er 1987 Gruppenleiter dieser Arbeitsgruppe wurde. 1994–1999 wechselte Stratmann an die Friedrich-Alexander-Universität Erlangen-Nürnberg, wo er den Lehrstuhl für Korrosion und Oberflächentechnik als Nachfolger von Helmut Kaesche innehatte. 2000 kehrte Stratmann als wissenschaftliches Mitglied und Direktor der Abteilung „Grenzflächenchemie und Oberflächentechnik“ an das MPI für Eisenforschung zurück und wurde zwei Jahre später Vorsitzender der Geschäftsführung (letzteres Amt turnusgemäß bis 2010).
2006 bis 2008 übernahm Stratmann den Vorsitz der Chemisch-Physikalisch-Technischen Sektion der MPG und wurde 2008 Vizepräsident der Max-Planck-Gesellschaft. Von 2008 bis 2014 war er zudem Geschäftsführer der Minerva Stiftung, die als Tochtergesellschaft der MPG in den sechziger Jahren gegründet wurde und heute als Flaggschiff der deutsch-israelischen Wissenschaftskooperationen gilt.

## Forschungsschwerpunkte
Die Forschungsschwerpunkte von Stratmann liegen auf den Gebieten der Elektrochemie und der Korrosionsforschung. Er verbindet elektrochemische mit spektroskopischen und grenzflächenanalytischen Methoden und führte als erster die Rasterkelvinsonde in die Korrosionsforschung ein. Damit zeigte er, dass elektrochemische Untersuchungen auch unter ultradünnen Elektrolytfilmen und isolierenden Schichten möglich sind. Mit Hilfe der von ihm entwickelten Sonden gelang es Stratmann, die atmosphärische Korrosion von Eisen und Eisenlegierungen sowie die Enthaftung polymerer Beschichtungen von reaktiven Metalloberflächen weitgehend aufzuklären. Basierend auf der Erkenntnis, dass die Ausbildung elektrochemischer Elemente und hier insbesondere die Reduktion molekularen Sauerstoffs der Schlüssel zum Verständnis der Stabilität von Metall/Polymer verbunden ist, entwickelten Stratmann und Mitarbeiter neue grenzflächenchemische Konzepte, die zu einer höheren Stabilität des Verbundes und auch zur Selbstheilung defekter Grenzflächen führen. Diese Konzepte konnten auch in die industrielle Praxis überführt werden.
Zusammen mit Allen J. Bard war er „Editor in Chief“ der zehnbändigen Encyclopedia of Electrochemistry (2007).

## Wirken als Präsident der Max-Planck-Gesellschaft
Nachdem politisch in die Diskussion geriet, dass die Anstellung von Doktoranden in der Max-Planck-Gesellschaft häufig über Stipendien erfolgte, wurde diese problematische Praxis beseitigt.  Im Frühjahr 2015 wurde daraufhin die Förderung von Doktoranden in der Max-Planck-Gesellschaft fast ausschließlich auf Anstellungsverträge umgestellt. Nach Angaben der Max-Planck-Gesellschaft entstehen dadurch Mehrkosten von 50 Millionen Euro pro Jahr.
Im Sommer 2015 bezog Martin Stratmann – mit damaligem Vorsitz der Allianz der Wissenschaftsorganisationen – in einem Brief an die Bundesministerin für Bildung und Forschung Johanna Wanka Stellung zur geplanten Novelle des Wissenschaftszeitvertragsgesetzes, welches ein Sonderbefristungsrecht für wissenschaftliches Personal darstellt. In seinem Brief forderte er die Abkehr von potentiellen Einschränkungen der Befristungsmöglichkeiten, sodass auch in Zukunft sachgrundlose Kurzzeit- und Kettenbefristungen möglich seien.
In die Amtszeit von Stratmann fiel der Beginn des „Lise-Meitner-Exzellenzprogramms“, in dem die Max-Planck-Gesellschaft seit 2018 für außergewöhnlich qualifizierte Nachwuchswissenschaftlerinnen Stellen ausschreibt, die in eine dauerhafte Beschäftigung bei der MPG münden sollen. Weiterhin wurde im Jahr 2019 das Max-Planck-Institut für Sicherheit und Privatsphäre in Bochum gegründet, das zum Thema Cybersicherheit forscht.
Mit den „Max Planck Schools“ wurde ein Doktorandenprogramm gemeinsam mit zahlreichen Universitäten gegründet, das von 2018 bis 2025 in einer Pilotphase läuft. In einem Interview zu einer Zwischenevaluation äußerte Stratmann, dass die richtigen Fellows ausgewählt worden seien und dadurch die „bundesweit verteilte Exzellenz verdichtet“ worden sei.
Stratmann hat sich mehrfach für Open Access in der Wissenschaft eingesetzt. 2017 forderte er in einem Gastbeitrag im Berliner Tagesspiegel, „dass Open Access der Regelfall des wissenschaftlichen Publizierens“ werden sollte. Dies sei ohne zusätzliche Finanzmittel möglich. Zu einem Rahmenvertrag mit Springer Nature im Jahr 2019 beim Projekt DEAL äußerte er: „Angesichts des Umfangs der deutschen Forschungspublikationen in Springer Nature-Zeitschriften ist diese Einigung ein wichtiger Meilenstein für die Befreiung der Wissenschaft von den Bezahlschranken des Subskriptionsmodells.“
Weiterhin hat Stratmann gegenüber dem BMBF die Gründung der Bundesagentur für Sprunginnovationen vorgeschlagen.
Zur besseren Kooperation mit Staaten in Mittel- und Osteuropa wurde das Dioscuri-Programm begonnen, Dioscuri-Zentren existieren in Polen und in Tschechien.

## Auszeichnungen, Ehrungen und Mitgliedschaften
- 1979 Auszeichnung der Ruhr-Universität Bochum für die beste Diplomarbeit des Faches Chemie des Jahrgangs
- 1985 Otto-Hahn-Medaille der Max-Planck-Gesellschaft für die Arbeiten zur Aufklärung von Phasengrenzreaktionen und Festkörperreaktionen beim Wachstum von Rostschichten
- 1990 Masing-Preis der Deutschen Gesellschaft für Materialkunde für die Arbeiten zur Untersuchung von Korrosionsreaktionen unter dünnen Elektrolytfilmen
- 1995 DECHEMA-Preis der Max-Buchner-Forschungsstiftung
- 2005 Willis Rodney Whitney Award der National Association of Corrosion Engineers (NACE)
- 2005 UR Evans Award des Institute of Corrosion
- 2008 H. H. Uhlig Award der Electrochemical Society
- 2013 Carl-Lueg-Denkmünze des Stahlinstituts VDeh für seine Errungenschaften in der Stahlforschung[16]
- Fellow der Elektrochemical Society
- Mitglied von Acatech
- 2005 Aufnahme als Mitglied der Nordrhein-Westfälischen Akademie der Wissenschaften (Klasse für Ingenieur- und Wirtschaftswissenschaften)[17]
- 2020 Aufnahme in der Sektion Chemie als Mitglied in die Nationale Akademie der Wissenschaften Leopoldina
- 2021 Bayerischer Maximiliansorden für Wissenschaft und Kunst

## Veröffentlichungen (Auswahl)
- mit Jochem Marotzke (Hrsg.): Die Zukunft des Klimas : neue Erkenntnisse, neue Herausforderungen ; ein Report der Max-Planck-Gesellschaft, München : Beck 2015, ISBN 978-3-406-66967-5